# Ramaz Pavlovics Urusadze
Ramaz Pavlovics Urudadze (grúzul: რამაზ პერუზის ძე ურუშაძე, oroszul: Рамаз Павлович Урушадзе; Tbiliszi, 1939. július 17. – 2012. március 7.) grúz labdarúgókapus.
A szovjet válogatott tagjaként részt vett az 1964-es Európa-bajnokságon.

## Sikerei, díjai
Szovjetunió
- Európa-bajnoki ezüstérmes (1): 1964